# Ligar os pontos

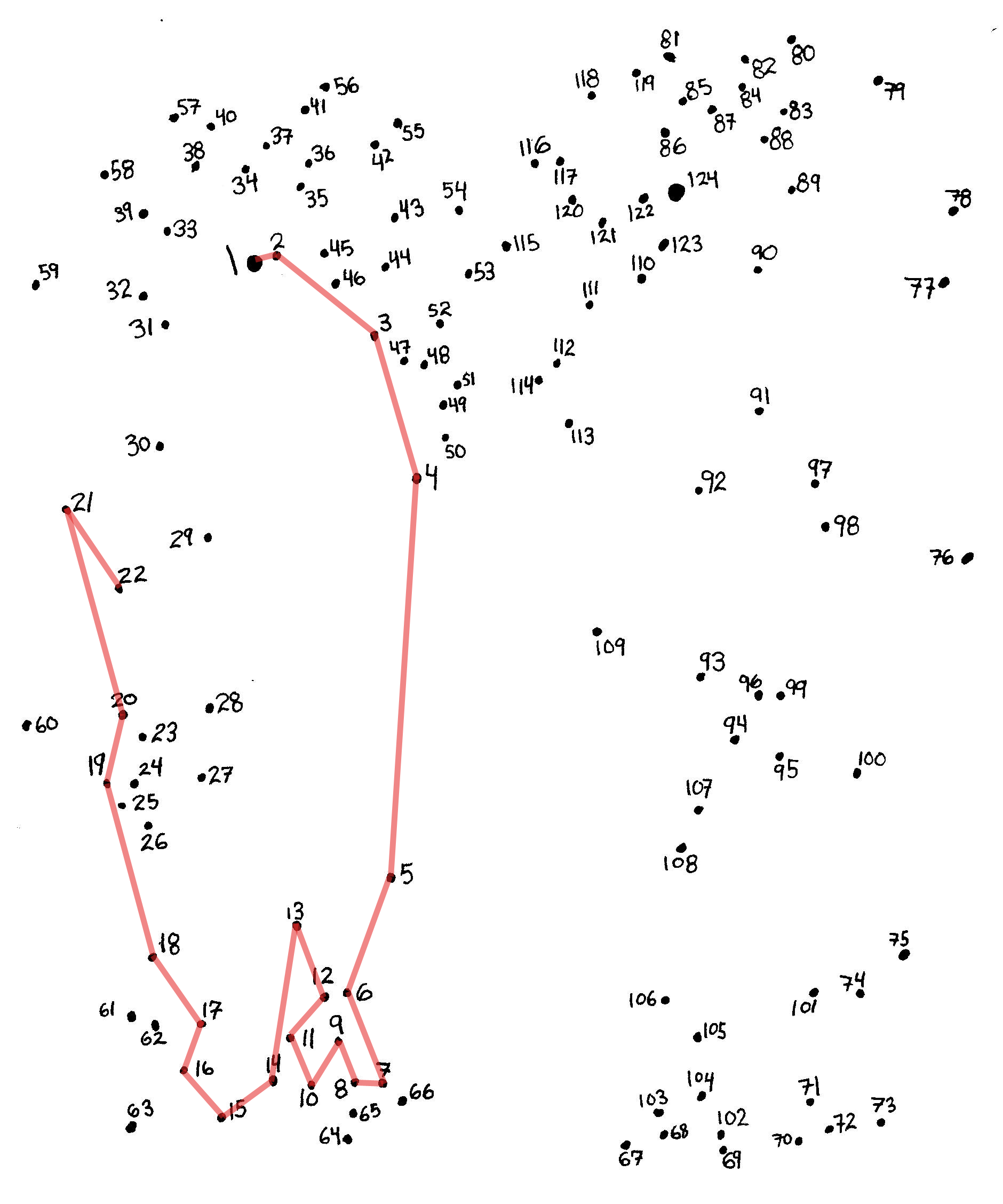
Um quebra-cabeça parcialmente resolvido

Ligar os pontos (também conhecido como liga pontos, conectar os pontos) é um tipo de quebra-cabeça contendo uma sequência de pontos numerados. Quando uma linha é desenhada ligando os pontos, o contorno de um objeto é revelado. Os quebra-cabeças geralmente contêm um traços simples para aprimorar a imagem criada ou para auxiliar na criação de uma imagem complexa. Os quebra-cabeças de ligar os pontos geralmente são criados para crianças. O uso de números pode ser substituído por letras ou outros símbolos. Versões para solucionadores mais experientes podem conter etapas de resolução adicionais para descobrir a ordem dos pontos, como aquelas usadas em puzzlehunts e nas palavras cruzadas de conexão dos pontos inventadas por Liz Gorski.
As raízes dos jogos de liga pontos para criar imagens ou ajudar na caligrafia remontam ao século XIX. O Nine Dots Puzzle é o primeiro jogo de ligar os pontos conhecido. Mas nesta variante o objetivo não é criar um desenho, mas sim resolver um quebra-cabeça lógico . O surgimento dos jogos de ligar os pontos na imprensa escrita ocorre no início do século XX. Esses jogos foram publicados junto com outros jogos de quebra-cabeça como passatempo infantil na edição de domingo de jornais americanos. Enquanto os primeiros livros contendo exclusivamente jogos de conectar os pontos foram impressos em 1926 pela Ward, Lock &amp; Co.

Um quebra-cabeça quase completo

A frase "ligar os pontos" pode ser usada como metáfora para ilustrar uma capacidade (ou incapacidade) de associar uma ideia a outra - para chegar a uma visão geral, ou uma característica importante numa massa de dados; pode significar também usar a extrapolação para resolver um mistério a partir de pistas, ou então chegar a uma conclusão a partir de vários fatos.
A técnica de ligar pontos do GPS Drawing envolve a gravação de dados GPS de um artista apenas em determinados pontos ao longo da rota. Isso pode dar à imagem a aparência de um quebra-cabeça ponto a ponto, já que a maioria das linhas são retas, independentemente da geografia da área.
Reuven Feuerstein apresenta a conexão de pontos como a primeira ferramenta em seu programa de desenvolvimento cognitivo.
O problema do caixeiro viajante pergunta quais números atribuir a um conjunto de pontos para minimizar o comprimento das linhas.